# Liste der EBU-Boxeuropameister im Cruisergewicht
Die folgende Liste enthält in chronologischer Reihenfolge sämtliche Profiboxer, welche sich im Laufe ihrer Karriere den Europameistertitel der European Boxing Union (EBU) im Cruisergewicht (79,379 kg bis 90,719 kg) sichern konnten.

## EBU-Europameister im Cruisergewicht
|    | Zeitraum                              | Boxer                  | Nationalität   | Titelverteidigungen |
| -- | ------------------------------------- | ---------------------- | -------------- | ------------------- |
| 1  | 22. April 1987 - 1988                 | Sammy Reeson           | Großbritannien | 1                   |
| 2  | 26. Mai 1989 - 11. November 1989      | Angelo Rottoli         | Italien        | 0                   |
| 3  | 11. November 1989 - 1990              | Anaclet Wamba          | Frankreich     | 0                   |
| 4  | 14. Dezember 1990 - 1991              | Johnny Nelson          | Großbritannien | 1                   |
| 5  | 27. Februar 1992 - 1993               | Akim Tafer             | Frankreich     | 3                   |
| 6  | 22. Juni 1993 - 2. Februar 1994       | Massimiliano Duran     | Italien        | 0                   |
| 7  | 2. Februar 1994 - 1994                | Carl Thompson          | Großbritannien | 1                   |
| 8  | 17. Januar 1995 - 14. März 1995       | Alexander Gurow        | Ukraine        | 0                   |
| 9  | 14. März 1995 - 24. Oktober 1995      | Patrice Aouissi        | Frankreich     | 1                   |
| 10 | 24. Oktober 1995 - 1996               | Alexander Gurow (2)    | Ukraine        | 0                   |
| 11 | 25. Mai 1996 - 1997                   | Akim Tafer (2)         | Frankreich     | 0                   |
| 12 | 22. Februar 1997 - 1997               | Johnny Nelson (2)      | Großbritannien | 1                   |
| 13 | 14. Februar 1998 - 1998               | Terry Dunstan          | Großbritannien | 0                   |
| 14 | 27. Februar 1999 - 27. November 1999  | Alexei Iljin           | Russland       | 0                   |
| 15 | 27. November 1999 - 2000              | Torsten May            | Deutschland    | 0                   |
| 16 | 13. Mai 2000 - 2000                   | Carl Thompson (2)      | Großbritannien | 1                   |
| 17 | 21. April 2001 - 2002                 | Alexander Gurow (3)    | Ukraine        | 1                   |
| 18 | 5. November 2002 - 2003               | Pietro Aurino          | Italien        | 2                   |
| 19 | 27. März 2004 - 2004                  | Vincenzo Cantatore     | Italien        | 1                   |
| 20 | 27. November 2004 - 16. Dezember 2005 | Alexander Gurow (4)    | Ukraine        | 0                   |
| 21 | 16. Dezember 2005 – Juni 2007         | David Haye             | Großbritannien | 3                   |
| 22 | 22. Juni 2007 - 14. Dezember 2007     | Vincenzo Cantatore (2) | Italien        | 0                   |
| 23 | 14. Dezember 2007 - 3. Mai 2008       | Johny Jensen           | Dänemark       | 0                   |
| 24 | 3. Mai 2008 - 20. September 2008      | Jean Marc Monrose      | Frankreich     | 0                   |
| 25 | 20. September 2008 - 2009             | Marco Huck             | Deutschland    | 3                   |
| 26 | 27. April 2010 - 18. September 2010   | Enzo Maccarinelli      | Großbritannien | 0                   |
| 27 | 18. September 2010 – Oktober 2011     | Alexander Frenkel      | Deutschland    | 0                   |
| 28 | 4. Februar 2012 – Oktober 2012        | Alexander Alexejew     | Deutschland    | 1                   |
| 29 | 15. Dezember 2012 - 5. Oktober 2013   | Mateusz Masternak      | Polen          | 0                   |
| 30 | 5. Oktober 2013 - 2014                | Grigori Drosd          | Russland       | 1                   |
| 31 | 24. Oktober 2014 – April 2015         | Rachim Tschachkijew    | Russland       | 0                   |
| 32 | 12. Dezember 2015 – Januar 2016       | Tony Bellew            | Großbritannien | 0                   |
| 33 | 10. Juni 2016 – November 2016         | Dmytro Kutscher        | Ukraine        | 0                   |
| 34 | 4. Juni 2017 – aktuell                | Yves Ngabu             | Belgien        | 1                   |

## Weitere Gewichtsklassen
- Liste der EBU-Boxeuropameister im Schwergewicht
- Liste der EBU-Boxeuropameister im Halbschwergewicht
- Liste der EBU-Boxeuropameister im Supermittelgewicht
- Liste der EBU-Boxeuropameister im Mittelgewicht
- Liste der EBU-Boxeuropameister im Halbmittelgewicht